# Сделка (финансовый инструмент)
В финансах сделка представляет собой обмен ценных бумаг (акций, облигаций, товаров, валюты, производных инструментов и других) за «наличные деньги», как правило, краткосрочное обещание заплатить в валюте страны, в которой находится биржа. Цена, по которой торгуется финансовый инструмент, определяется спросом и предложением на этот финансовый инструмент.
Жизненный цикл торговли ценными бумагами
1. Инициация и исполнение ордера. (функция Фронт-офиса)
2. Управление рисками и маршрутизация заказов. (функция Мидл-офиса)
3. Сопоставление заказов и конвертация в торговлю. (функция Фронт-офиса)
4. Подтверждение и подтверждение. (функция Бэк-офиса)
5. Клиринг и расчеты. (функция Бэк-офиса)[2][нужен лучший источник]